# Daniel Tauvry
Daniel Tauvry (21 septembre 1669, Laval — 18 mars 1701, Paris) est un médecin et anatomiste français.

## Biographie
Il est le fils d'Ambroise Tauvry, médecin à Laval, qui enseigna à son fils les lettres et la logique, et le condusait à l'hôpital pour le former à l'observation et à la pratique de la médecine. Il fut son premier maître, et il lui fit faire des progrès si rapides dans les lettres et la philosophie, qu'avant l'âge de dix ans, il soutint des thèses de logique. Il lui enseigna ensuite les premiers éléments de l'art de guérir, en le conduisant au lit des malades. 
À 13 ans, il est envoyé étudier à Paris par son père, où il suit quelque temps les cours de Joseph Guichard Duverney, anatomiste distingué. Ses succès précoces furent tels qu'il put prendre le grade de docteur par la faculté de médecine d'Angers à la fin de sa quinzième année. Il retourna à Paris, il étudia l'anatomie et publia son premier ouvrage à l'âge de 18 ans. Il se fit bientôt connaître par deux Traités, l'un d'anatomie et l'autre de matière médicale, après trois années d'études sur la thérapeutique. 
En 1690, un ordre royal ayant privé du droit d'exercer à Paris les médecins qui n'avaient pas pris leurs grades dans la faculté de cette ville l'oblige à se faire recevoir aussitôt docteur. Il est médecin de la faculté de Paris en 1697. Il lie connaissance avec Fontenelle qui le fit admettre en qualité d'élève à l'Académie des sciences dont il devient associé-anatomiste en 1699. À la faveur d'un nouveau règlement, qui augmentait le nombre des académiciens, il devenait membre associé.
Fort de ses convictions et appuyé par Duverney, il soutint alors une dispute sur la circulation du sang dans le fœtus en apportant une opinion contraire à celle de Jean Méry, chirurgien en chef de l'Hôtel-Dieu et anatomiste. Il s'échauffa tellement par un travail opiniâtre, mit tant d'ardeur dans la lutte scientifique contre cet adversaire entier dans ses idées, que sa santé fut atteinte. La phthisie se déclara irrémédiable dès le commencement de l'année 1700 sans l'empêcher de publier un traité. Il meurt au mois de février 1701. Suivant Fontenelle, qui prononça son Éloge à l'académie, il avait l'esprit extrêmement vif et pénétrant ; il joignait à la connaissance de l'anatomie le talent de conjecturer heureusement. 
Un biographe a prétendu aussi qu'il laissa veuve Marie Delbec, morte elle-même le 21 mars 1702 et inhumée au couvent des Jacobins. Nul autre biographe ne suppose que Tauvry fut marié.

## Publications
- Nouvelle anatomie raisonnée, ou les usages de la structure du corps de l'homme et des autres animaux, suivant les lois des méchaniques, Paris, 1699, in-12 ; avec des corrections et des additions, 1693, 1698 et 1720 in-12 ; traduit en latin, Ulm, 1694, in-8°[7] ;
- Traité des médicaments et de la manière de s'en servir pour la guérison des maladies, avec des formules pour leur composition, Estienne Michallet, 1690, 1699, 1711, in-12, tome 1 et tome 2 (nouvelle édition revue, corrigée et augmentée, chez Claude Robustel, 1722), ;
- Nouvelle pratique des maladies aiguës, et de toutes celles qui dépendent de la fermentation des liqueurs, ibid., 1698, in-8° ; 1706, 1720, in-12 ;
- Traité de la génération et de la nourriture du fœtus, ibid., 1700, in-12 ;
- Observations sur l'histoire du fœtus. Paris, 1699[8] ;
- Observations sur la rage ou hydrophobie. Paris, 1699[8] ;
- Pratique des maladies chroniques, ouvrage posthume publié en 1712.
- Nouvelle anatomie raisonnée, ou l'on explique les Usages de la structure du corps de l'Homme et de quelques animaux suivant les loix des mécaniques, chez Barthélemy Girin, Paris, 3e édition 1698 (lire en ligne)
- Traité de la génération et de la nourriture du fœtus, chez Barthélemy Girin, Paris, 1700 (lire en ligne)

## Sources partielles
- « Daniel Tauvry », dans Louis-Gabriel Michaud, Biographie universelle ancienne et moderne : histoire par ordre alphabétique de la vie publique et privée de tous les hommes avec la collaboration de plus de 300 savants et littérateurs français ou étrangers, 2e édition, 1843-1865 [détail de l’édition]
- « Daniel Tauvry », dans Alphonse-Victor Angot et Ferdinand Gaugain, Dictionnaire historique, topographique et biographique de la Mayenne, Laval, A. Goupil, 1900-1910 [détail des éditions] (BNF 34106789, présentation en ligne)